# Отмар Бах
Отмар Бах (14. септембар 1914 — непознато) бивши је швајцарски спринт кајакаш. Учествовао је на такмичењима крајем тридесетих година прошлог века.
Као спринт кануиста, такмичио се на олимпијским играма. На Летним олимпијским играма 1936. у Берлину у пару са Вернером Цимерманом завршио је као шести у дисциплини К-2 10.000 м.